# NGC 4856
NGC 4856 is een balkspiraalstelsel in het sterrenbeeld Maagd. Het hemelobject ligt ongeveer 75 miljoen lichtjaar van de Aarde verwijderd en werd op 8 februari 1785 ontdekt door de Duits-Britse astronoom William Herschel.

## Synoniemen
- MCG -2-33-78
- UGCA 313
- PGC 44582